# Gyula Glykais
Gyula Glykais (Pomáz, 9 aprile 1893 – Szekszárd, 12 giugno 1948) è stato uno schermidore ungherese, vincitore di due medaglie d'oro nella scherma ai giochi olimpici.

## Palmarès
In carriera ha ottenuto i seguenti risultati:
- Giochi olimpici:

Amsterdam 1928: oro nella sciabola a squadre.
Los Angeles 1932: oro nella sciabola a squadre.
- Mondiali di scherma

Vichy 1927: bronzo nella sciabola individuale.
Napoli 1929: oro nella sciabola individuale.
Liegi 1930: oro nella sciabola a squadre.
Vienna 1931: oro nella sciabola a squadre.